# پری جام
پری جام (夜光神杯) نام سریالی تلویزیونی است که در سال ۲۰۰۶ در کانال ۸ مدیا کورپ پخش شد. دارای ۳۰ قسمت و با بازی کوآک چون اون، جانگ تینگ و لیو تائو و به کارگردانی ون وی است.

## بازیگران
- کوآک چون اون در نقش جنگ فونگ
- جانگ تینگ در نقش پری جام
- لیو تائو در نقش شیو شیو
- چن لونگ در نقش تیه مو
- لی مینگ شون در نقش تائو جینگ
- جائو زی تون در نقش بائو بائو
- لین شیانگ پینگ در نقش زی یون
- لین مینگ لون در نقش چی چنگ
- لو مینگ جون در نقش لینگ جی
- یوئه یائو لی در نقش خدای زمین
- توئی بو در نقش ین هونگ
- وانگ ین بین در نقش روح هزار پا

## خلاصه سریال
ماجرا از آنجا شروع می‌شود که الهه نووا روح پلید هزارپا (وو گونگ جینگ) را رام و درون جامی زندانی می‌کند. پری‌ای جوان (پری جام) موظف می‌شود تا از هزارپا مراقبت کند ولی با بی دقتیش هزارپا فرار می‌کند. الهه نووا او را در درون جام به دنیای فانی تبعید می‌کند. او باید هزار بار، سه آرزوی هر کسی که توی جام آب می‌ریزد را برآورده کند.
افسانه جام جادویی که در تاریکی می‌درخشید و آرزوها را برآورده می‌کرد در سرتاسر زمین پخش شد.
جِنگ فونگ در ابتدا دانش پژوه فقیر که در خانه‌ای کوچک زندگی می‌کرد و بعد از اینکه پدرش با کمک پری جام ثروت زیادی را یکشبه به دست آورد، او به آدمی غیر مسئول و لوس تبدیل شد. با این حال او و همسرش شیو شیو زوج خوشبختی هستند و دختری هفت ساله به نام با او بااو هم دارند.
یک روز جِنگ فونگ تمام ثروت ارثی خود را در قمار بازی با یکی از خدمتکارهایش، تااو جینگ از دست می‌دهد و دچار فقر و تنگدستی می‌شود. ولی خدمتکار دیگر چی چنگ در این شرایط سخت هم در کنارشون می‌ماند و به آن‌ها خدمت می‌کند.
تااو جینگ همیشه عاشق شیو شیو بود. ولی پدر جِنگ فونگ برای بدست آوردن جام جادویی به پدر تااو جینگ حمله کرد و بعد از آن شیو شیو را به نامزدی پسرش جِنگ فونگ درآورد. بخاطر انتقام تااو جینگ از وو گونگ جینگ (هزارپا) کمک گرفت تا تمام مال و ثروت جِنگ فونگ را بگیرد. او جِنگ فونگ و چی چنگ را قانع کرد تا در جاهای خیلی دور تجارت کنند در جایی که مورد حمله آدم خوارها قرار گرفتند. خوشبختانه با کمک زی یون (پرنسس) و ژنرال لینگ جی نجات پیدا می‌کنند. زی یون در طی این روبرویی شان مجذوب جِنگ فونگ می‌شود.
وو گونگ جینگ (هزارپا)، تااو جینگ را با زندگی پدرش تهدید می‌کند در عوض اینکه برای او بچه بدزدد. با او بااو برای بازی یواشکی از خانه خارج می‌شود ولی توسط هزارپا اسیر می‌شود. در زمانیکه شیو شیو برای نجات دخترش می‌آید گرباد بزرگی او را با خود می‌برد و شانس کمی برای زنده ماندنش وجود دارد.
وقتی جِنگ فونگ به خانه بر می‌گردد از خبر مُردن زنش به شدت ناراحت و افسرده می‌شود. او از قصد پلید تااو جینگ هم با خبر می‌شود و آن‌ها دشمن هم می‌شوند.
پری جام از ترس اینکه جِنگ فونگ به خاطر مرگ شیو شیو خودکشی کند به او دروغ گفت که شیو شیو هنوز زنده است و در یک جزیره کوچک است. جِنگ فونگ قانع شد و تصمیم گرفت برای جستجو شیو شیو به سفر برود.
پدر تااو جینگ نمی‌توانست ببیند پسرش در خدمت هزارپا باشد برای همین خودش را کشت. تااو جینگ برای انتقام پدرش به هزارپا حمله کرد که در این موقع ین هونگ توسط هزارپا زخمی و صورتش آسیب می بیند. جِنگ فونگ هم با مهارت‌های کونگ فو پر قدرتی که پری جام به او بخشید برای انتقام همسرش به هزارپا حمله کرد.
چی چنگ در طول سفر تجاریش با لینگ جی که دستور داشت تا پری جادویی را بگیرد روبرو می‌شود. لینگ جی فهمید که چی چنگ قادر است نامرئی شود و این ممکن است رابطه‌ای با قدرت جادویی پری داشته باشد. برای همین با چی چنگ همراه شد و ...